# Pseudocophotis
Pseudocophotis – rodzaj jaszczurek z podrodziny Draconinae w obrębie rodziny agamowatych (Agamidae).

## Zasięg występowania
Rodzaj obejmuje gatunki występujące w Indonezji (Jawa) i Wietnamie.

## Systematyka

### Etymologia
Pseudocophotis: gr. ψευδος pseudos „fałszywy”; rodzaj Cophotis Peters, 1861.

### Podział systematyczny
Do rodzaju należą następujące gatunki:
- Pseudocophotis kontumensis Ananjeva, Orlov, Truong & Nazarov, 2007
- Pseudocophotis sumatrana (Hubrecht, 1879)